# Makó
Makó (deutsch Makowa, rumänisch Macǎu, jiddisch מאַקאָוו) ist eine ungarische Stadt im gleichnamigen Kreis im Komitat Csongrád-Csanád. Sie liegt am Fluss Maros etwa 30 Kilometer östlich von Szeged, in der Nähe der rumänischen Grenze. Das Klima ist sehr warm mit heißen und trockenen Sommern, im Mittel mit 85 bis 90 sonnigen Tagen im Jahr. Makó hatte am 1. Januar 2015 22.926 Einwohner.
In der Umgebung der Stadt befindet sich das möglicherweise reiche Makó-Gasfeld, dessen Gasvorräte in mehreren Kilometern Tiefe liegen. Die Erschließung der Lagerstätte wird seit 2009 erforscht, die mögliche Rate der Gasförderung könnte den Eigenbedarf Ungarns übersteigen.
Die Wirtschaft der Stadt ist zum Teil landwirtschaftlich geprägt, besonders bekannt sind die Zwiebeln aus Makó.

## Städtepartnerschaften
- Ada, Serbien
- Atça, Türkei
- Jasło, Polen
- Löbau, Deutschland
- Martinsicuro, Italien
- Miercurea Ciuc, Rumänien
- Kiryat Yam, Israel
- Radomsko, Polen seit 2003
- Xinyang, Volksrepublik China
- Želiezovce, Slowakei

## Sehenswürdigkeiten
- Orthodoxe Synagoge, erbaut 1895

## Söhne und Töchter der Stadt
- Joseph Pulitzer (1847–1911), ungarisch-US-amerikanischer Journalist, Herausgeber und Zeitungsverleger
- Jósef Kristóffy (1857–1928), Politiker
- József Galamb (1881–1955), ungarisch-amerikanischer Ingenieur, Konstrukteur des Ford Modell T
- Tibor Eckhardt (1888–1972), Politiker und Diplomat
- József Gera (1896–1946), Arzt, Politiker des Nationalsozialismus, als Kriegsverbrecher hingerichtet
- André De Toth (1913–2002), US-amerikanischer Regisseur ungarischer Abstammung
- János Erdei (1919–1997), Boxer
- Geza Vermes (1924–2013), Theologe und Orientalist
- József Sütő (* 1937), Langstreckenläufer
- Peter Lantos (* 1939), ungarisch-britischer Neuropathologe, Überlebender des Holocaust
- Csilla Szentpéteri (* 1965), Pianistin und Komponistin
- Róbert Nagy (* 1966), Cellist
- Krisztina Pigniczki (* 1975), Handballspielerin
- Bea Palya (* 1976), Sängerin